# Kissaviarsuk-33
K-33 este un club de fotbal din Nuuk, Groenlanda care evoluează în Coca Cola GM.

## Palmares
- Coca Cola GM: 4
  - Campioana : 1987, 1991, 1998, 2003

## Lotul sezonului 2010
Actualizat 2009, de la http://en.wikipedia.org/wiki/Greenland_national_football_team
| Nr. |            | Poziție | Jucător           |
| --- | ---------- | ------- | ----------------- |
|     | Groenlanda |         | Aputsiaq Hansen   |
|     | Groenlanda |         | Hans Knudsen      |
|     | Groenlanda |         | Jens Knud Lennert |